# WW 2.2
 (janvier 2020).
Si vous disposez d'ouvrages ou d'articles de référence ou si vous connaissez des sites web de qualité traitant du thème abordé ici, merci de compléter l'article en donnant les références utiles à sa vérifiabilité et en les liant à la section « Notes et références ».
WW 2.2 : L’Autre Deuxième Guerre mondiale est une série française de bande dessinée uchronique créée sur une idée originale du Français David Chauvel, qui scénarise les premier et dernier tomes. Ses sept volumes ont été publiés en 2012 et 2013 par Dargaud.

## Thème
Le postulat de départ est l’assassinat en novembre 1939 d’Adolf Hitler. La série se décline en sept albums, représentant chacun, dans l'ordre chronologique, un épisode d'un second conflit mondial réinventé. Différents scénaristes et dessinateurs interviennent pour chaque album.

## Résumé des albums

### La Bataille de Paris(2012)
L’offensive allemande se heurte à une défense franco-britannique acharnée. La capitale française sera l’enjeu d’une bataille décisive pour l'avenir du conflit.
Personnage principal : le sergent Ferdinand Meunier, instituteur français mobilisé au début du conflit, son unité est affectée à la défense de Paris.

### Opération Felix(2012)
L'Espagne entre en guerre du côté de l'Axe. Allemands et Espagnols projettent l'invasion de Gibraltar, porte d'entrée de la Méditerranée sous contrôle britannique.
Personnages principaux : 
- le capitaine Carlos Suárez, légionnaire espagnol, lui et ses hommes épaulent les troupes allemandes dans l'attaque de Gibraltar.
- le capitaine Julius Kleeber, chasseur alpin (Gebirgsjäger) allemand, participant avec Suárez aux préparatifs de l'assaut sur Gibraltar (épisode 2 : Opération Felix).

### Secret Service(2012)
Il est nécessaire que les États-Unis entrent en guerre. Pour ce faire, Churchill envisage un attentat contre Roosevelt qui serait imputé aux Soviétiques, alliés des nazis.
Personnage principal : Henry dit X, agent secret britannique et ami de Churchill. Après la mort de sa fille dans le bombardement de Coventry, il se rend à Moscou et établit le contact avec les Soviétiques, alliés des Allemands.

### Éliminer Vassili Zaïtsev(2013)
Les forces germano-soviétiques ont envahi le Nord de la Grande-Bretagne. Dans les ruines de la ville de Blackpool, les francs-tireurs se livrent une lutte sans merci.
Personnage principal : Vassili Zaïtsev : tireur d'élite soviétique, il opère dans les ruines de Blackpool.

### Une odyssée sicilienne(2013)
À la veille d'un débarquement allié en Sicile, une mallette émanant du Saint-Siège dont le contenu semble être aussi mystérieux que vital a disparu au large de l'île de Lampione. 
Personnage principal : Ettore Nada : déserteur de la Marine royale italienne, il réchappe miraculeusement du peloton d'exécution et se voit mandaté d'une mission secrète dans le canal de Sicile. 

### Chien jaune(2013)
Les nationalistes chinois rejoignent les communistes pour combattre les Japonais et les Américains maintenant alliés contre la République socialiste fédérative soviétique de Russie.

### Paris, mon amour(2013)
Mai 1944 : un commando français est envoyé en Allemagne saboter l'arme atomique nazie.

## Liste des albums
| Numéro | Titre                    | Dessin                     | Scénario        | Date          | ISBN                 |
| ------ | ------------------------ | -------------------------- | --------------- | ------------- | -------------------- |
| 1      | La Bataille de Paris     | Éric Henninot Hervé Boivin | David Chauvel   | août 2012     | (ISBN 9782205065145) |
| 2      | Opération Felix          | Marcial Toledano           | José Robledo    | octobre 2012  | (ISBN 9782205065152) |
| 3      | Secret Service           | Vincent Cara               | Mathieu Gabella | janvier 2013  | (ISBN 9782205068023) |
| 4      | Éliminer Vassili Zaïtsev | Ramón Rosanas              | Herik Hanna     | mars 2013     | (ISBN 9782205068030) |
| 5      | Une odyssée sicilienne   | Pasquale Del Vecchio       | Luca Blengino   | mai 2013      | (ISBN 9782205068047) |
| 6      | Chien jaune              | Vincent Froissard          | Étienne Le Roux | août 2013     | (ISBN 9782205068054) |
| 7      | Paris, mon amour         | Hervé Boivin               | David Chauvel   | novembre 2013 | (ISBN 9782205068061) |